# The Appeal: Georgia's Most Wanted
The Appeal: Georgia's Most Wanted è il settimo album in studio del rapper statunitense Gucci Mane, pubblicato nel 2010.

## Tracce
1. Little Friend (featuring Bun B) – 5:18
2. Trap Talk – 4:38
3. Missing – 4:46
4. What It's Gonna Be – 4:23
5. Making Love to the Money – 4:07
6. Gucci Time (featuring Swizz Beatz) – 2:56
7. Party Animal – 3:59
8. Remember When (featuring Ray J) – 4:27
9. Haterade (featuring Pharrell & Nicki Minaj) – 4:46
10. It's Alive (featuring Swizz Beatz) – 3:38
11. ODog (featuring Wyclef Jean) – 5:15
12. Dollar Sign – 2:19
13. Brand New – 3:27
14. Weirdo – 4:11
15. Grown Man (featuring Estelle) – 3:36

## Classifiche
| Classifica (2010) | Posizione raggiunta |
| ----------------- | ------------------- |
| Stati Uniti       | 4                   |